# 梅劳
梅劳，是匈牙利包尔绍德-奥包乌伊-曾普伦州所辖的一个村。总面积15.11平方公里，总人口1765，人口密度116.8人/平方公里（2011年1月1日）。